# Hector Adolfo de Urtiága
Hector Adolfo de Urtiága est un auteur de bande dessinée argentin né en 1927. Il a travaillé sur les personnages de Disney entre 1975 et 1989. Il a participé aux premiers albums classiques de Dingo, avec notamment plusieurs histoires de la série "L'Histoire selon Dingo" avec le scénariste Cal Howard, dans laquelle Dingo prête ses traits à un certain nombre d'hommes célèbres de l'Histoire pour un bref résumé de leur vie tels que Christophe Colomb, Isaac Newton, Galilée, Ludwig van Beethoven, Johannes Gutenberg, Giacomo Casanova.

## Biographie
Depuis 1975 il travaille au sein du Jaime Diaz Studio.